# Берхманс, Оскар
Оскар Берхманс (фр. Oscar Berchmans; 28 июля 1869, Льеж, Валлония — 1950, Спа, Валлония) — бельгийский скульптор, родившийся в 1869 году в Льеже и умерший в 1950 году в Спа. 35 лет являлся профессором Королевской академии изящных искусств в Льеже.

## Биография
Сын художника Эмиля-Эдуара Берхманса (1843–1914), брат художника Эмиля Берхманса (1867–1947), племянник Анри Берхманса и двоюродный брат Жюля Берхманса (1883–1951)    
Обучаясь в мастерской своего отца, в Королевской академии изящных искусств в Льеже у Проспера Дриона и Адриена де Витта, затем в Брюсселе в мастерской скульпторов Леона Миньона и Поля де Винье (1892 г.), Оскар Берхманс провел большую часть своей карьеры в Льеже    
С 1895 года он участвовал в оформлении многих частных домов в стиле модерн в Льеже и принимал участие в выставках. Его украшения частных домов были выполнены совместно с проектами архитекторов Виктора Рожистера и Пола Джаспара, он также работал со своим братом Эмилем Берхмансом или его друзьями Огюстом Донне, Арманом Рассенфоссе и Гюставом Серрурье-Бови   . Кроме того он получал многочисленные другие заказы и был автором нескольких монументальных работ для общественных зданий   .
Он выставлялся в Кружке изящных искусств в Льеже с 1895 по 1905 год  . Назначенный профессором Академии изящных искусств в Льеже в 1905 году, он преподавал там скульптуру до 1943 года.
На международной выставке изящных искусств, которая проходила во время Всемирной выставки в Льеже в 1905 году он выставил скульптуру «Стыд» . В 1938 году сделанный им бюст художника Адриана де Витте был торжественно открыт мэром Льежа Ксавье Нежаном в Парке де ла Бовери   .
Умер в 1950 году, похоронен на Кладбище Робермонт в Льеже .

## Работа

### Монументальные скульптуры
- 1905 г. : аллегорические барельефы Дворца изящных искусств для Всемирной выставки в Льеже, в Парке де ла Бовери .
- 1906 г. : Мемориал Леона Миньона, на фасаде оружейной школы Льежа, улица Леона Миньона.
- 1907 г. : бюст художника Леона Филиппета в Парке де ла Бовери в Льеже.
- 1908 г. : памятник Гортензии Монтефиоре-Бишоффсхайм, авеню Монтефиоре, в Эсно .
- 1911 г. : Памятник Монтефиоре-Леви, лестница Дентельер, Льеж.
- 1925 г. : памятный памятник межвоенного периода в Брессу [10] .
- 1926 г. : Священное Сердце Дисона [11]
- 1930 г. : фронтон Королевской оперы Валлонии [12] .
- 1948 г. : статуя Богородицы на фасаде церкви Сен-Ремакль в Льеже .

### Оформление домов в стиле модерн
- 1898 г. : Maison Comblen : сграффито Les Fileuses и интерьер
- 1904 г. : Дом Пиота : скульптуры
- 1908 г. : Дом Пипера : скульптуры
- 1908 г. : Дом Ремушана : барельефы

### Каталог и музеи
Работы Оскара Берхманса присутствуют в коллекциях La Boverie  ,  .

## Студенты
- Туссен Ренсон (1898–1986)

## Выставки
Выставлялся в Королевском кружке изящных искусств в Льеже с 1895 по 1905 год  .
- 1905 г. : Международная выставка изящных искусств, с 27 апреля по 6 ноября, приложение Всемирной выставки Льежа 1905 года, Льеж [7] .
- 1933 г. : Лицо Льежа, с 23 сентября по 23 октября, Дворец изящных искусств, Льеж [14] .
- 1936 г. : Четырехлетний салон Бельгии, с 16 мая по 15 июня, Дворец изящных искусств, Льеж [14] .
- 1964 г. : e летие Королевской академии изящных искусств, с 11 апреля по 10 мая, Музей изящных искусств, Льеж [8] .
- 1992 г. : Королевский кружок изящных искусств Льежа, 1892–1992, с 18 сентября по 20 апреля 1993, Королевский кружок изящных искусств, Льеж [5] .

## Приложения